# Tursko
Obec Tursko (dříve Černuc) se nachází v okrese Praha-západ, kraj Středočeský, zhruba 14 km ssz. od centra Prahy a 5,5 km jižně od Kralup nad Vltavou. Žije zde 930 obyvatel.
Obec byla významným centrem Rytířského řádu křižovníků s červenou hvězdou. Proto prakticky všechny památky v Tursku jsou spjaty s tímto řádem. V části území obce byla v posledních letech vystavěna nová obytná zóna.

## Historie
První písemná zmínka o vsi (Crenuc) pochází z roku 1100, v souvislosti s darem, který jistý Nemoj učinil vyšehradské kapitule. Název Tursko, původně snad pomístní označení pro pastviny hovězího dobytka, je v souvislosti se zdejší vsí bezpečně doložen k roku 1205 v zápise o darování pozemků „ve vsi Černuci, na Turště“ (in villa Crynucy, Naturscye) ostrovskému klášteru. V roce 1237 Bohuslava z Černuce (manželka Sulislavce Zvěsta z Pnětluk) věnovala vesnici špitálu sv. Františka v Praze. Tuto instituci, sídlící při pražském mostě (na dnešním Křižovnickém náměstí), provozoval řád křižovníků s červenou hvězdou, který pak zůstal zdejší vrchností po celá staletí. Název Černuc byl užíván až do počátku 15. století, kdy byl vystřídán pojmenováním Tursko (snad i pro rozlišení od nedaleké Černuce u Velvar).

### Územněsprávní začlenění
Dějiny územněsprávního začleňování zahrnují období od roku 1850 do současnosti. V chronologickém přehledu je uvedena územně administrativní příslušnost obce v roce, kdy ke změně došlo:
- 1850 země česká, kraj Praha, politický i soudní okres Smíchov[4]
- 1855 země česká, kraj Praha, soudní okres Smíchov
- 1868 země česká, politický i soudní okres Smíchov
- 1927 země česká, politický okres Praha-venkov, soudní okres Praha-západ[5]
- 1929 země česká, politický okres Praha-venkov, soudní okres Praha-sever [6]
- 1939 země česká, Oberlandrat Praha, politický okres Praha-venkov, soudní okres Praha-sever[7]
- 1942 země česká, Oberlandrat Praha, politický okres Praha-venkov-sever, soudní okres Praha-sever[8]
- 1945 země česká, správní okres Praha-venkov-sever, soudní okres Praha-západ[9]
- 1949 Pražský kraj, okres Praha-západ[10]
- 1960 Středočeský kraj, okres Praha-západ
- 2003 Středočeský kraj, obec s rozšířenou působností Černošice

### Rok 1932
V obci Tursko (700 obyvatel, poštovna, četnická stanice, katol. kostel) byly v roce 1932 evidovány tyto živnosti a obchody: holič, 3 hostince, 2 koláři, 2 kováři, 2 krejčí, obuvník, pekař, 9 rolníků, 4 řezníci, sedlář, 3 obchody se smíšeným zbožím, spořitelní a záložní spolek pro Tursko, stavební družstvo, švadlena, hlavní sklad tabáku, tesařský mistr, truhlář, 2 velkostatky, zámečník.

## Obyvatelstvo

### Počet obyvatel
Počet obyvatel je uváděn za Tursko podle výsledků sčítání lidu včetně místních části, které k nim v konkrétní době patří. Je patrné, že stejně jako v jiných menších obcích Česka počet obyvatel v posledních letech roste. V celé turské aglomeraci nicméně žije necelých 1 tisíc obyvatel.
| 1869 | 1880 | 1890 | 1900 | 1910 | 1921 | 1930 | 1950 | 1961 | 1970 | 1980 | 1991 | 2001 | 2011 |
| ---- | ---- | ---- | ---- | ---- | ---- | ---- | ---- | ---- | ---- | ---- | ---- | ---- | ---- |
| 574  | 567  | 624  | 679  | 649  | 613  | 693  | 513  | 566  | 558  | 546  | 498  | 497  | 791  |

| 1869 | 1880 | 1890 | 1900 | 1910 | 1921 | 1930 | 1950 | 1961 | 1970 | 1980 | 1991 | 2001 | 2011 |
| ---- | ---- | ---- | ---- | ---- | ---- | ---- | ---- | ---- | ---- | ---- | ---- | ---- | ---- |
| 62   | 64   | 65   | 68   | 69   | 73   | 108  | 123  | 121  | 126  | 119  | 137  | 150  | 221  |

## Členění obce
- Tursko
- Těšina

## Pamětihodnosti
- Mohylník Krliš (308 m), archeologické naleziště jižně od vesnice. Místo sloužilo jako pohřebiště již v době bronzové (únětická kultura), vlastní mohyla pochází někdy z přelomu období halštatského a laténského. Název obce tedy může být i keltský – Cernun byl bůh s rohy.
- Pomník padlých v první světové válce z roku 1922, dílo E. Kodeta
- Kostel svatého Martina. Připomíná se k roku 1257, ale tento původní gotický kostel by zničen za třicetileté války roku 1637. Nynější barokní stavba pochází z let 1700 až 1706, upravován byl roku 1894.
- Barokní zájezdní hostinec, původně křižovnická rezidence z doby kolem roku 1725, vystavěný Carlem Luragem
- Okolí obce bývá ztotožňováno s tzv. Turským polem, místem legendární bitvy mezi Čechy a Lučany: Vztah této pověsti, kterou jako první zaznamenal kronikář Kosmas (in campo, qui dicitur Turzko, tj. „na poli zvaném Tursko“) a v novější době zpopularizoval Alois Jirásek ve Starých pověstech českých, ke zdejším lokalitám však není historicky a archeologicky nijak doložen.

## Osobnosti
- Václav Bělohradský (1844–1896), profesor soudního lékařství

## Doprava
Do obce vede od Prahy přes Velké Přílepy silnice II/240, která dál pokračuje po pláni do Kralup nad Vltavou. V roce 2019 proběhla celková rekonstrukce silnice a to od Velkých Přílep až po konec obce Tursko, kdy došlo k celkové úpravě sjezdu a nájezdu na komunikaci.

### Autobusy
Do obce zajíždí linka 316, která začíná na zastávce metra Bořislavka a pokračuje dál přes Velké Přílepy, kdy dál projíždí Turskem a končí v Holubicích. Dále jsou tu linky jako linka 458, která jezdí jednou denně a to od Holubic, přes Tursko, až do Kralup nad Vltavou, kde končí spoj na nádraží. Od roku 2017 začala jezdit linka 456 a to od Slaného, kdy tato linka pokračuje přes vesnici okolo Dálnice D7 a končí v Libčicích nad Vltavou, které do té doby neměly autobusové napojení na okolí. Jediným večerním spojením je pak noční linka 954, která začíná na Vítězném náměstí u stanice metra Dejvice, její pokračování vede přes Sedlec, Roztoky, Úholičky, Přílepy, Tursko a končí v Holubicích.

### Vlaky
Nejbližší vlakové spojení je v Kralupech nad Vltavou nebo v Libčicích nad Vltavou, přes které jezdí jak už místí spoje na Slaný, Prahu, Kladno, Mělník a dále i vnitrostátní spoje směr Německo.

### Přívoz
Přívoz zde sice není, ale jako možná spojení jsou zde nejblíže v Libčicích, Úholičkách a Roztokách.

### Turistika
Územím obce vede pouze 1 turistická trasa:
- Libčice železniční zastávka – Chýnovský háj – Těšina – Tursko – Krliš.

## Fotogalerie

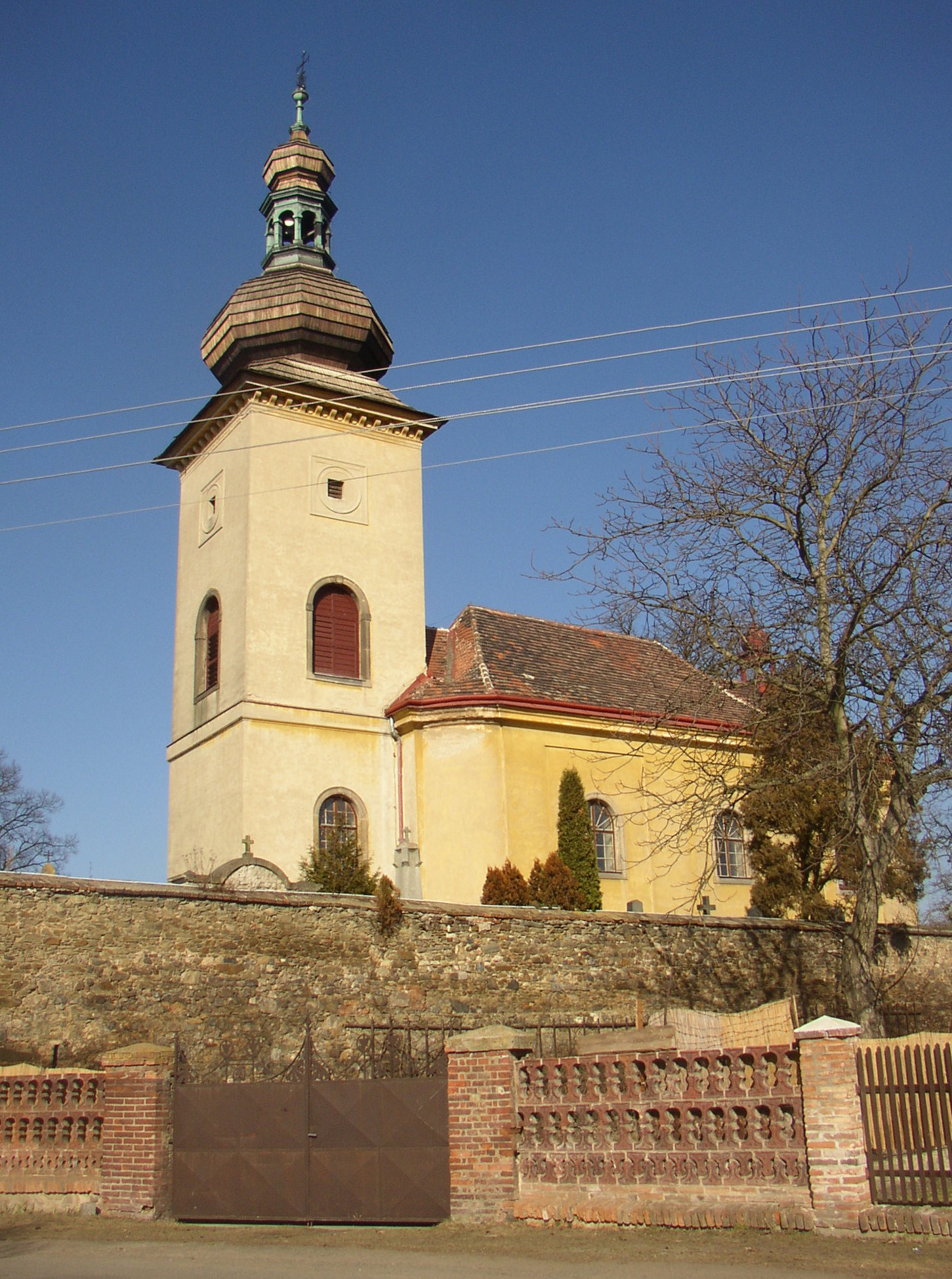
Kostel sv. Martina
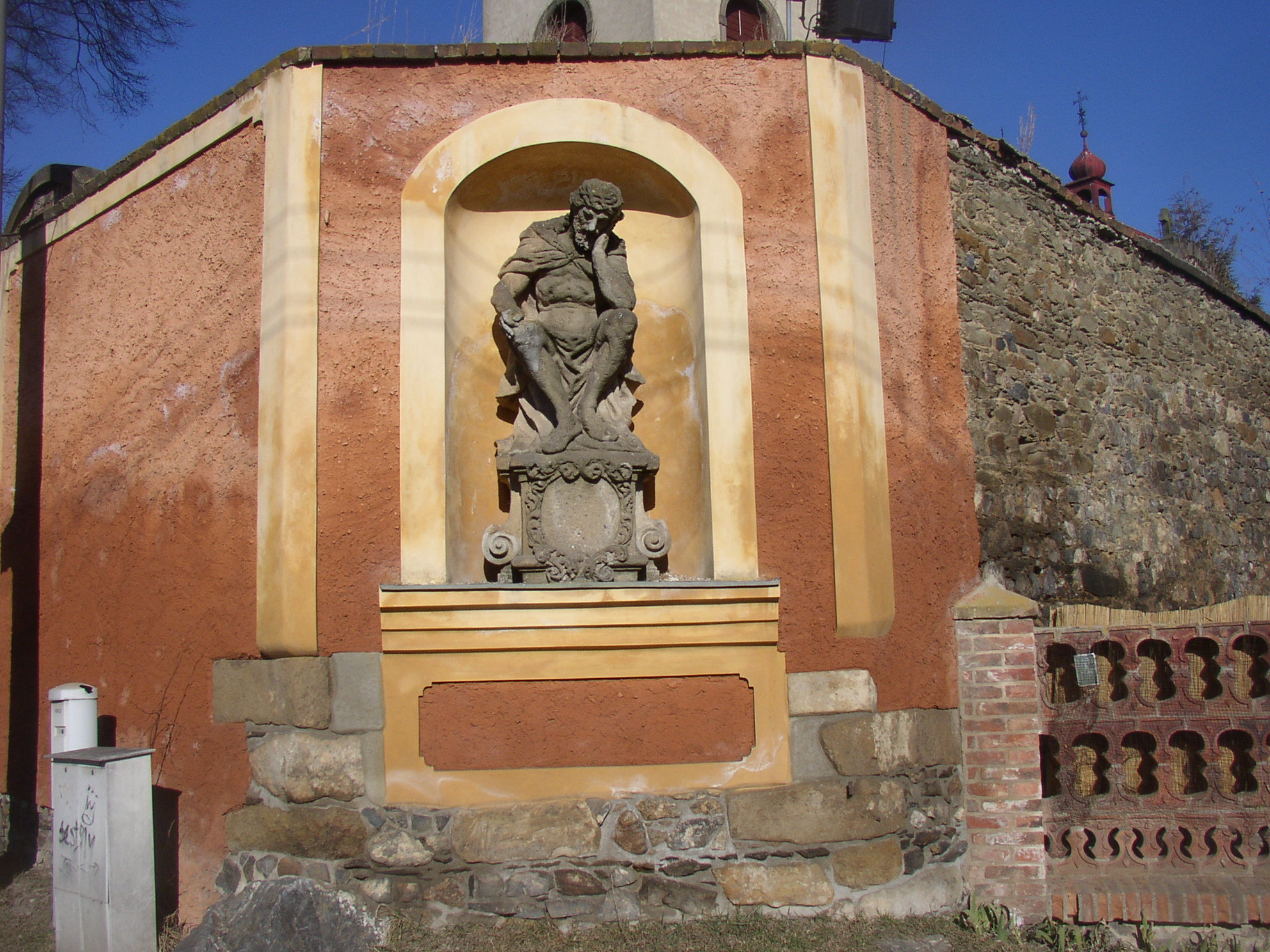
Socha Odpočívajícího Krista ve výklenku ohradní zdi u kostela
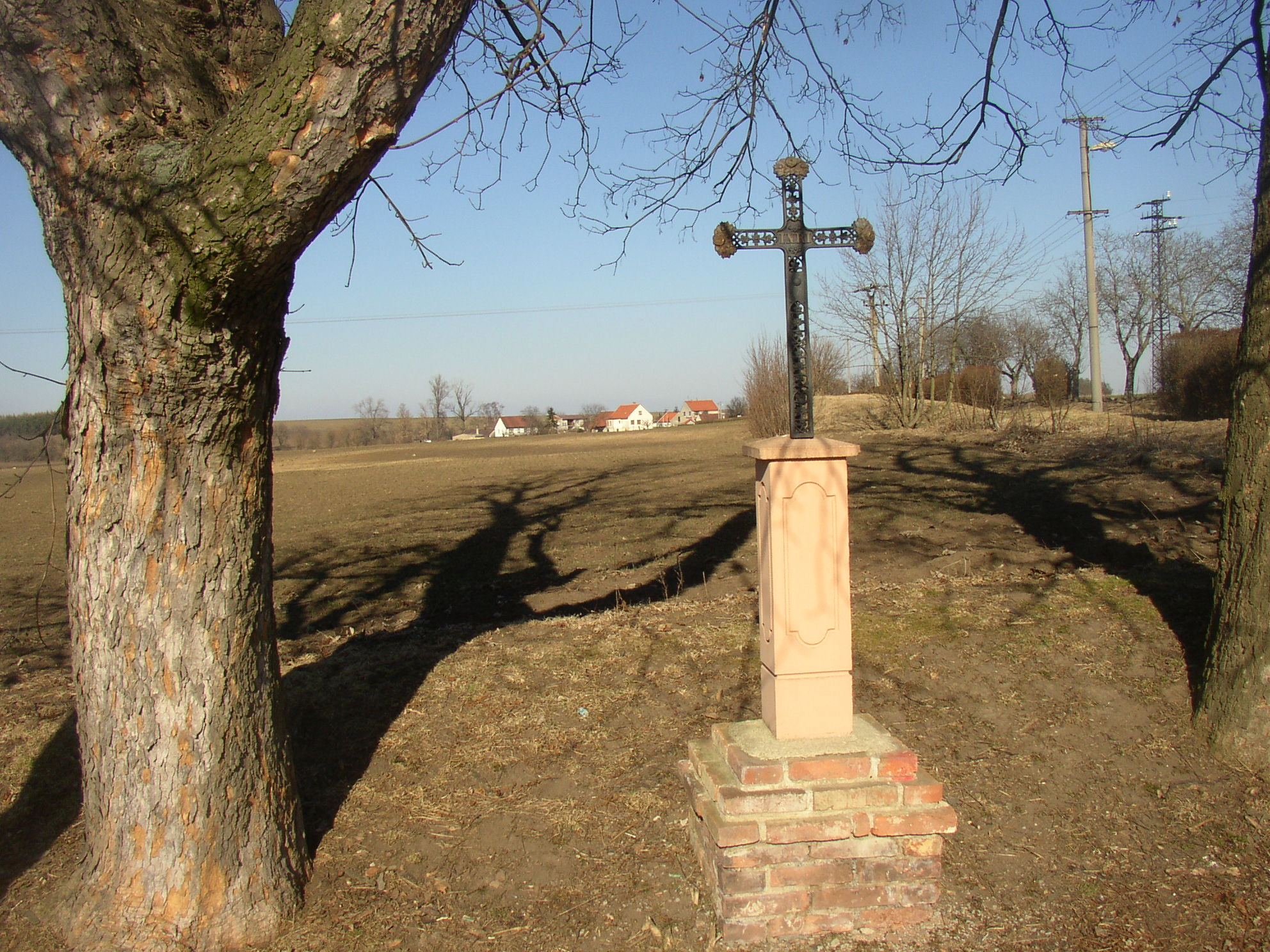
Křížek na křižovatce při sv. okraji obce; v pozadí osada Těšina
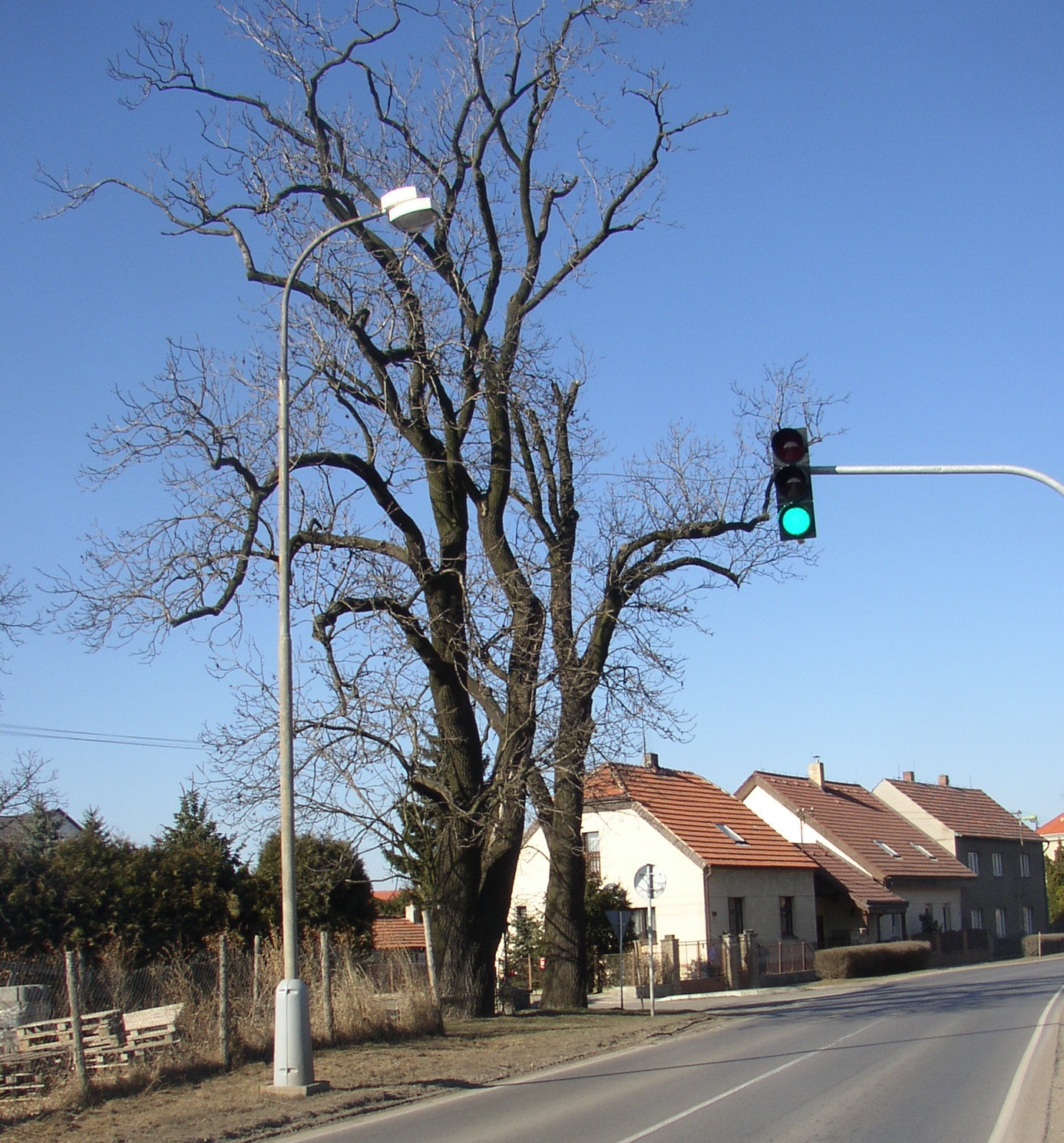
Jasany v Tursku, dvojice památných stromů